# Mikhail Yaroslavich, Đại vương công Tver
Mikhail Yaroslavich (tiếng Nga: Михаил Ярославич) (1271 - 1318), là công vương thứ hai của xứ Tver (1285 - 1318), đồng thời là Đại công xứ Vladimir trong những năm 1304 - 1314 và 1315–1318. Ông được Giáo hội Chính thống Nga phong thánh sau khi qua đời.
Mikhail là con trai thứ hai của Yaroslav III, Đại vương công xứ Tver và là cháu của công vương Aleksandr Yaroslavich Nevsky, được phong làm công vương xứ Tver vào năm 1285 sau khi anh trai là Sviatoslav, Đại vương công xứ Tver qua đời. Mẹ của ông, nữ công vương xứ Tarusa (1246 - 1312) sau khi qua đời cũng được phong là thánh Xenia xứ Tarusa. Sau cái chết của công vương Andrei III Aleksandrovich, Đại vương công xứ Vladimir (một người cháu họ của Aleksandr Yaroslavich Nevsky), Mikhail kiêm luôn danh xưng Đại công xứ Vladimir từ năm 1304 hai lần: 1304 - 1314 và 1315 - 1318. Ông được coi là người kế thừa chính thống trong danh sách kế thừa được quy định từ thời Yaroslav I Anh minh, Đại công xứ Kiev. Ngôi vị công tước của Mikhail được công nhận bởi Toqta, Khan Kim Trướng.

## Tuổi thơ và trị vì trên đất của hai công quốc
Trước khi lên ngôi công vương, hoàng tử Mikhail từng chứng kiến những thất bại của những công vương tiền nhiệm trong việc tạo mối quan hệ bền chặt với Khan Kim Trướng. Sau khi lên cầm quyền, Mikhail củng cố bền chặt với Khan và được quản lý Đại công quốc Novgorod từ năm 1309. Nhưng ông lại không thích Novogorod và cho các đội quân chặn việc cung ứng ngũ cốc của thành phố này ngay từ năm 1312.

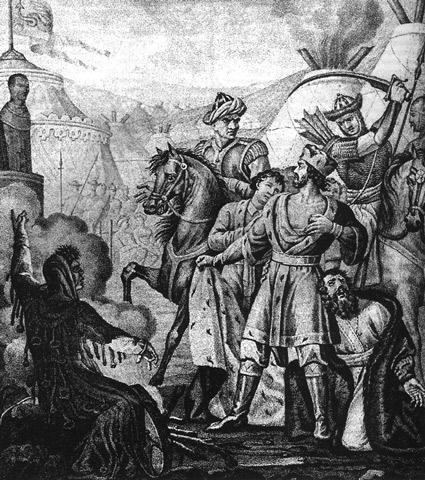
Cảnh Mikhail xứ Tver bị xử tội chém đầu tại Kim trướng Hãn quốc

Trong khi đang có quan hệ tốt với Khan, Mikhail gặp rắc rối với một công vương mới nổi lên là Yury III Danilovich muốn tranh giành quan hệ giữa Tver với Khan Kim Trướng về vấn đề thành Novgorod. Năm 1316, Mikhail thất bại trong việc giữ thành Novgorod và phải nhường lại thành này cho Iuri do ông này (tức Iuri) đã cưới em gái của Khan là nàng Konchaka, đồng thời ông bị mất luôn quyền thu cống vật (Yarlik).
Sau khi cấp quyền thu cống vật cho Iuri, Khan quyết định gửi quân do tướng Kavgadii chỉ huy để hỗ trợ Iuri chống lại công vương Tver. Tháng 12/1317, quân Tver thắng một trận lớn ở làng Bortenevo, bắt Iuri, tướng chỉ huy và cả nàng Konchaka về nước. Khi Konchaka chết trong ngục, Mikhail sợ có rắc rối với Khan nên thả các tù binh về nước. Về tới thủ đô Sarai, tướng chỉ huy Kavgadii buộc tội Mikhail giết chết em gái của Khan. Công vương Tver được Khan triệu tập về Sarai, bị Khan xử tội chém đầu vào tháng 12/1318.

## Mikhail với Giáo hội
Mikhail tỏ ra có ác cảm với Giáo hội, xung đột với Petr - Tổ phụ Moskwa đầu tiên (1308 - 1326). Sau khi Tổ phụ thành Kiev - Rus (Vladimir) là Maximo (1285 - 1304) vừa qua đời, Mikhail đã đề cử một ứng cử viên khác, nhưng Constantinople đã bầu chọn Petr làm Tổ phụ kế nhiệm. Petr đứng về phía Moscow và phản đối Mikhail nhiều lần. Năm 1309, Petr bổ nhiệm David làm Tổng giám mục của Novgorod và David là người có công trong cuộc tranh cãi đã khiến Mikhail rút các trung đội của mình và cắt giảm nguồn cung cấp ngũ cốc cho thành phố. Năm 1314, Tổng giám mục Novgorod xác nhận Iuri là người cai trị chính thức của thành phố ngay sau khi công vương Tver rút lui. Nhờ sự hỗ trợ của Giáo hội, Iuri leo lên ngôi công vương xứ Novgorod thấy Mikhail; điều này vô tình khơi sâu bất đồng sâu sắc giữa Mikhail với Tổ phụ Petr. Mặc dù có bất đồng với Tổ phụ, nhưng Mikhail vẫn được phong thành bởi sự khôn ngoan và sáng suốt trong việc duy trì quan hệ với Khán, kể cả sau khi qua đời.

## Gia đình
Ông lập gia đình với Anna của Rostov, con gái của Dimitry xứ Rostov. Họ có năm người con:
1. Dmitri, Đại vương công xứ Tver (1299–1326)
2. Aleksandr I, Đại vương công xứ Tver (1301–1339)
3. Konstantin, Đại vương công xứ Tver (1306–1346)
4. Vasilii, Đại vương công xứ Tver (d. after 1368)
5. Feodora of Tver

Cả hai hoàng tử đầu của Mikhail đều noi gương cha, giành được sự tín nhiệm của Khan Kim Trướng. Cả Aleksandr Mikhailovich và con trai là Mikhail II Aleksandrovich đã nắm giữ một thời gian ngắn ở Novgorod. Sau cuộc nổi dậy năm 1327, Tver mất đi sự ủng hộ của Khan và phải nhường lại cho công vương thành Moskwa, Ivan I.